# Льоторп
Льоторп (на шведски: Löttorp) е населено място в североизточната част на шведския остров Йоланд, разположено в община Борихолм, лен Калмар. Населението на Льоторп е 438 души (към 31 декември 2010). Името на населеното място е дадено през 1535 година, но със стар правопис (Löthetorp) .

## Динамика на населението
Населението на Льоторп през последните няколко десетилетия първоначално нараства и впоследствие слабо намалява .